# Премія Сема Адамса
Премія Сема Адамса щорічно вручається професіоналам спецслужб, які зайняли позицію сумлінності та етики. Премія вручається товариством імені Сема Адамса «За чесність і чистоту в розвідці» (Sam Adams Associates for Integrity in Intelligence), групою відставних співробітників ЦРУ. Вона названа на честь Сема Адамса, інформатора ЦРУ часів війни у В'єтнамі, виконана у вигляді «свічника з білою свічкою», вручається щорічно з 2002 року.
Рей Макговерн заснував товариство імені Сема Адамса «щоб дати винагороду співробітникам розвідки, які демонстрували прихильність до істини й чесності, незалежно від наслідків».
У 2012, 2013 і 2014 роках нагороди були представлені в оксфордському союзі.

## Лауреати
- 2002: Колін Роулі[en][5][6]
- 2003: Кетрін Ґан, колишній перекладач британської розвідки (ЦПС); витік надсекретної інформації, яка свідчить про незаконну діяльність США під час війни в Іраку[7]
- 2004: Сібель Едмондс, колишня перекладачка ФБР; звільнена після звинувачення чиновників ФБР в ігноруванні даних розвідки, які вказують на плани нападу аль-Каїди на США[8]
- 2005: Крейг Мюррей[en][5]
- 2006: Семюел Прованс[en], колишній військовий розвідник армії США; висловився про зловживання в тюрмі Абу-Грейб [9]
- 2007: Ендрю Вілкі[en], відставний австралійський офіцер розвідки; стверджував, що дані розвідки були перебільшені, для виправдання австралійської підтримки американського вторгнення в Ірак
- 2008: Франк Гревіл[en], данський інформатор; витік секретної інформації, яка показувала, що немає явних свідчень, про наявність зброї масового знищення в Іраку[10]
- 2009: Ларрі Вілкерсон[en], колишній начальник штабу секретаря США Коліна Павелла і критик війни в Іраку[5]
- 2010: Джуліан Ассанж, головний редактор і засновник WikiLeaks[11][12]
- 2011:
  - Томас Ендрюс Дрейк, колишній старший виконавчий директор АНБ США
  - Джесселін Редек, колишній радник з етики Департаменту юстиції США[13]
- 2012: Томас Фінгар[ru], колишній голова Національної ради з розвідки
- 2013: Едвард Сноуден, витік матеріалів АНБ, які продемонстрували масові стеження і викликали бурхливу дискусію в суспільстві[14][15][16]
- 2014: Челсі Меннінг[17][18] солдат армії США, який був засуджений в липні 2013 року через порушення закону про шпигунство
- 2015: Вільям Бінні[ru], колишній високопоставлений співробітник розвідки в АНБ США, що став інформатором[19]
- 2016: Джон Кіріаку, колишній співробітник ЦРУ, який розголосив інформацію про застосування тортур в ЦРУ
- 2017: Сеймур Херш, журналіст-розслідувач, лауреат Пулітцерівської премії, який повідомив про різанину в Май Лай, скандал в Абу-Грейбі і про передбачувані спотворення інформації застосування хімічної зброї в Гуті[ru] в 2013 році, а також про хімічну атаку Хан-Шейхуні в 2017 році
- 2018: Карен Квятковські, офіцер ВПС США, що став викривачем, здав матеріали для фільму « Шок і трепет»
- 2019: Джеффрі Стерлінг, інформатор ЦРУ, який викрив подробиці операції «Мерлін» (таємна операція з постачання хибних креслень ядерної боєголовки в Іран)